# Haji Pamoq
Haji Pamoq (persiska: حاجی پَمُق) är en by i Iran. Den ligger i provinsen Kurdistan, i den nordvästra delen av landet, 1 825 meter över havet.
Närmaste större samhälle är Dehgolan, 8 km åt sydost.